# La Tour de Babylone
La Tour de Babylone (titre original : Stories of Your Life and Others) est un recueil de nouvelles de science-fiction de l'écrivain américain Ted Chiang publié en 2002. Ce recueil a reçu le prix Locus du meilleur recueil de nouvelles en 2003.

## Liste des nouvelles
- La Tour de Babylone ((en) Tower of Babylon, 1990)Prix Nebula de la meilleure nouvelle longue 1990
- Comprends ((en) Understand, 1991)
- Division par zéro ((en) Division by Zero, 1991)
- L'Histoire de ta vie ((en) Story of Your Life, 1998)Prix Nebula du meilleur roman court 1999 et prix Theodore-Sturgeon 1999
- Soixante-douze lettres ((en) Seventy-Two Letters, 2000)Prix Sidewise forme courte 2000
- L'Évolution de la science humaine ((en) The Evolution of Human Science / Catching Crumbs from the Table, 2000)
- L'Enfer, quand Dieu n'est pas présent ((en) Hell is the Absence of God, 2001)Prix Hugo de la meilleure nouvelle longue 2002, prix Nebula de la meilleure nouvelle longue 2002 et prix Locus de la meilleure nouvelle longue 2002
- Aimer ce que l'on voit : un documentaire ((en) Liking What You See, a Documentary, 2002)

## Résumés

### La Tour de Babylone
- Résumé : Le récit se déroule dans la Babylone de l'antiquité, et décrit la construction de la Tour de Babel. Celle-ci, après plus d'un siècle de travail, est sur le point d'atteindre la voûte céleste. Le personnage principal, Hillalum, est un mineur venu du pays d'Élam. Les Babyloniens ont fait appel à lui et ses compagnons, dans le but de percer la voûte céleste et d'atteindre le royaume de Yahweh. Il entreprend avec son équipe l'ascension de la tour, un trajet qui va prendre plusieurs mois.
- Interprétation : Selon China Miéville, dans cette nouvelle, la Tour de Babel n'est plus une fable morale, mais plutôt une réflexion philosophique sur la forme architecturale de l'univers[1].

### Comprends
- Résumé : Le narrateur est un homme ordinaire qui, après un accident ayant endommagé son cerveau, est soigné par une nouvelle thérapie nommée l'hormone K. Ses médecins observent que cette thérapie a non seulement restauré ses facultés cérébrales, mais les augmente considérablement à chaque nouvelle dose. Lorsque la CIA commence à s'intéresser à son cas, le narrateur décide de déjouer les plans des autorités. Il utilise son intelligence augmentée pour passer dans la clandestinité.
- Il s'agit de la plus ancienne histoire de ce recueil. Selon Chiang, elle a été inspirée par la réflexion d'un colocataire après la lecture de La Nausée de Jean-Paul Sartre[2].

### Division par zéro
- Résumé: Une mathématicienne talentueuse, Renee Norwood, découvre une formule qui prouve que l'arithmétique est incohérente, et qu'un chiffre peut être équivalent à n'importe quel autre. Cette découverte, qui anéantit toute certitude mathématique, bouleverse son existence et affecte sa relation avec son mari, Carl, un biologiste.
- Le récit cite plusieurs épisodes clé dans l'histoire des mathématiques: les Principia Mathematica de Bertrand Russell et Alfred North Whitehead (qui consacrent plusieurs centaines de pages à démontrer que 1+1=2), David Hilbert et sa liste des 23 problèmes, ainsi que les théorèmes d'incomplétude de Gödel. Dans la postface, Chiang indique avoir été bouleversé en découvrant l'identité d'Euler.

### L'Histoire de ta vie
- Thèmes: Les principaux thèmes explorés par l'auteur sont le déterminisme, la langue, et l'hypothèse de Sapir-Whorf.

### Soixante-douze lettres
Résumé: Cette histoire se déroule à l'époque victorienne, dans un univers où la kabbale et l'alchimie sont les sciences dominantes et façonnent l'industrie.

## Éditions
- Stories of Your Life and Others, Tor Books, 5 juillet 2002, 333 p.  (ISBN 076530418X)
- La Tour de Babylone, Denoël, coll. « Lunes d'encre », 21 avril 2006, trad. Pierre-Paul Durastanti et Jean-Pierre Pugi, 352 p.  (ISBN 2-207-25456-9)
- La Tour de Babylone, Gallimard, coll. « Folio SF » no 358, 30 avril 2010, trad. Pierre-Paul Durastanti et Jean-Pierre Pugi, 412 p.  (ISBN 978-2-07-040688-3)